# ウィルソン郡 (テキサス州)
ウィルソン郡（英: Wilson County）は、アメリカ合衆国テキサス州の中央部南に位置する郡である。2010年国勢調査での人口は42,918人であり、2000年の32,408人から32.4%増加した。郡庁所在地はフロレスビル市（人口6,448人）であり、同郡で人口最大の都市でもある。郡名はテキサスの初期開拓者ジェイムズ・チャールズ・ウィルソンに因んで名付けられた。
コナリー家の3兄弟、テキサス州知事、アメリカ合衆国海軍長官と財務長官を務めたジョン・コナリー、テキサス州上下院議員を務めたウェイン・コナリー、俳優で郡判事を務めたメリル・コナリーは全て郡内で生まれ育った。その他テキサス・レンジャーで有名になったフランク・ハマーもウィルソン郡の出身である。
ウィルソン郡はサンアントニオ大都市圏に属している。

## 歴史

### インディアン
考古学調査によって、ウィルソン郡となった地域に狩猟採集型のパレオ・インディアンが住んでいたことが示されている。その後の住人としては、トンカワ族、アラナマ族、タミク族、カランカワ族、タワコニ族、リパン・アパッチ族、コマンチ族などのインディアン部族が住んでいた。

### 探検と郡の成立
1718年9月、マルティン・デ・アラルソンがエスプリチュ・サント湾を探検する途中でこの地域を通過した。1772年、ペドロ・デ・リベラ・イ・ビラロンも、ヌエバ・エスパーニャのフロンティア防衛を調査するための遠征で、この地域を通過した。
1766年から1767年、デ・ルビ侯爵がフロンティアの調査にこの地域を含め、またフランシスコ・バスケス・デ・コロナドによる1798年の海岸部探検ではこの地域の近くを通った。
ルイス・メンチャカとアンドレス・エルナンデスに与えられたのが、この地域では最初の土地特許だった。彼等は1832年から1833年頃に牧場を作った。
1840年代にイギリス系アメリカ人が入ってくるようになり、1850年から1860年には南部の農園主、その後はドイツやポーランドなどの国からの移民が続いた。
1860年、ウィルソン郡はベア郡とカーンズ郡の一部を合わせて設立された。サザランドスプリングスが郡庁所在地に指定された。
ウィルソン郡の郡民投票で、アメリカ合衆国からの脱退を決め、南軍に幾つかの部隊を送った。戦時中の苦境に、3年間の干ばつで追い打ちを掛けられた。
南北戦争後、郡庁所在地はフロレスビルに移された。1872年、郡庁舎が火事で焼け、1884年に新しい庁舎が建てられた。アルフレッド・ガイルズが設計を行った。
州内のフェンス切り戦争は1883年から1888年のほぼ5年間続いた。郡内のヒューストンとディルワースの牧場、広さ40,000エーカー (160 km2) が焦点になった。農場主と牧場主が貴重な土地と水を巡って争い始めたので、牛飼い達は牛に草を食ませるのが難しくなり、カウボーイがフェンスを切断した。州知事ジョン・アイアランドが特別議会を招集し、戦争を終わらせるよう命じた。議会はフェンス切りと牧草に火を付けることを収監を罰則とする犯罪に指定し、同時にフェンスそのものを規制した。しかし、1888年まで散発的に続いた暴力行為で法の執行が難しかった。
サンアントニオ・アンド・アランサスパス鉄道が1886年にフロレスビルまで開通した。1898年、サンアントニオ・アンド・ガルフ鉄道がストックデールまで延伸された。

## 地理
アメリカ合衆国国勢調査局に拠れば、郡域全面積は809平方マイル (2,094 km2)であり、このうち陸地807平方マイル (2,090 km2)、水域は2平方マイル (4 km2)で水域率は0.20%である。

### 主要高規格道路
- アメリカ国道87号線
- アメリカ国道181号線
- テキサス州道97号線

### 隣接する郡
- グアダルーペ郡 - 北
- ゴンザレス郡 - 北東
- カーンズ郡 - 南東
- アタスコサ郡 - 南西
- ベア郡 - 北西

## 人口動態
以下は2000年国勢調査による人口統計データである。
| 基礎データ - 人口: 32,408人 - 世帯数: 11,038 世帯 - 家族数: 8,830 家族 - 人口密度: 16人/km2（40人/mi2） - 住居数: 12,110軒 - 住居密度: 6軒/km2（15軒/mi2） 人種別人口構成 - 白人: 81.19% - アフリカン・アメリカン: 1.21% - ネイティブ・アメリカン: 0.58% - アジア人: 0.30% - 太平洋諸島系: 0.04% - その他の人種: 14.25% - 混血: 2.43% - ヒスパニック・ラテン系: 36.52% 年齢別人口構成 - 18歳未満: 29.2% - 18-24歳: 7.6% - 25-44歳: 28.6% - 45-64歳: 23.2% - 65歳以上: 11.5% - 年齢の中央値: 36歳 - 性比（女性100人あたり男性の人口） - 総人口: 99.7 - 18歳以上: 97.0 | 世帯と家族（対世帯数） - 18歳未満の子供がいる: 40.0% - 結婚・同居している夫婦: 66.5% - 未婚・離婚・死別女性が世帯主: 9.2% - 非家族世帯: 20.0% - 単身世帯: 17.1% - 65歳以上の老人1人暮らし: 7.8% - 平均構成人数 - 世帯: 2.89人 - 家族: 3.26人 収入と家計 - 収入の中央値 - 世帯: 40,006米ドル - 家族: 45,681米ドル - 性別 - 男性: 31,716米ドル - 女性: 23,582米ドル - 人口1人あたり収入: 17,253米ドル - 貧困線以下 - 対人口: 11.3% - 対家族数: 9.2% - 18歳未満: 12.4% - 65歳以上: 15.8% |

## 都市と町
- フロレスビル - 郡庁所在地
- ラバーニア
- ニクソン、大半はゴンザレス郡内
- ポス
- ストックデール

### 未編入の町
- カーペンター
- パンドラ
- サスパムコ
- サザーランド・スプリングス
- グラスポンドコロニー
- キカスター
- ドセイドコロニー
- サンディヒルズ

## ギャラリー

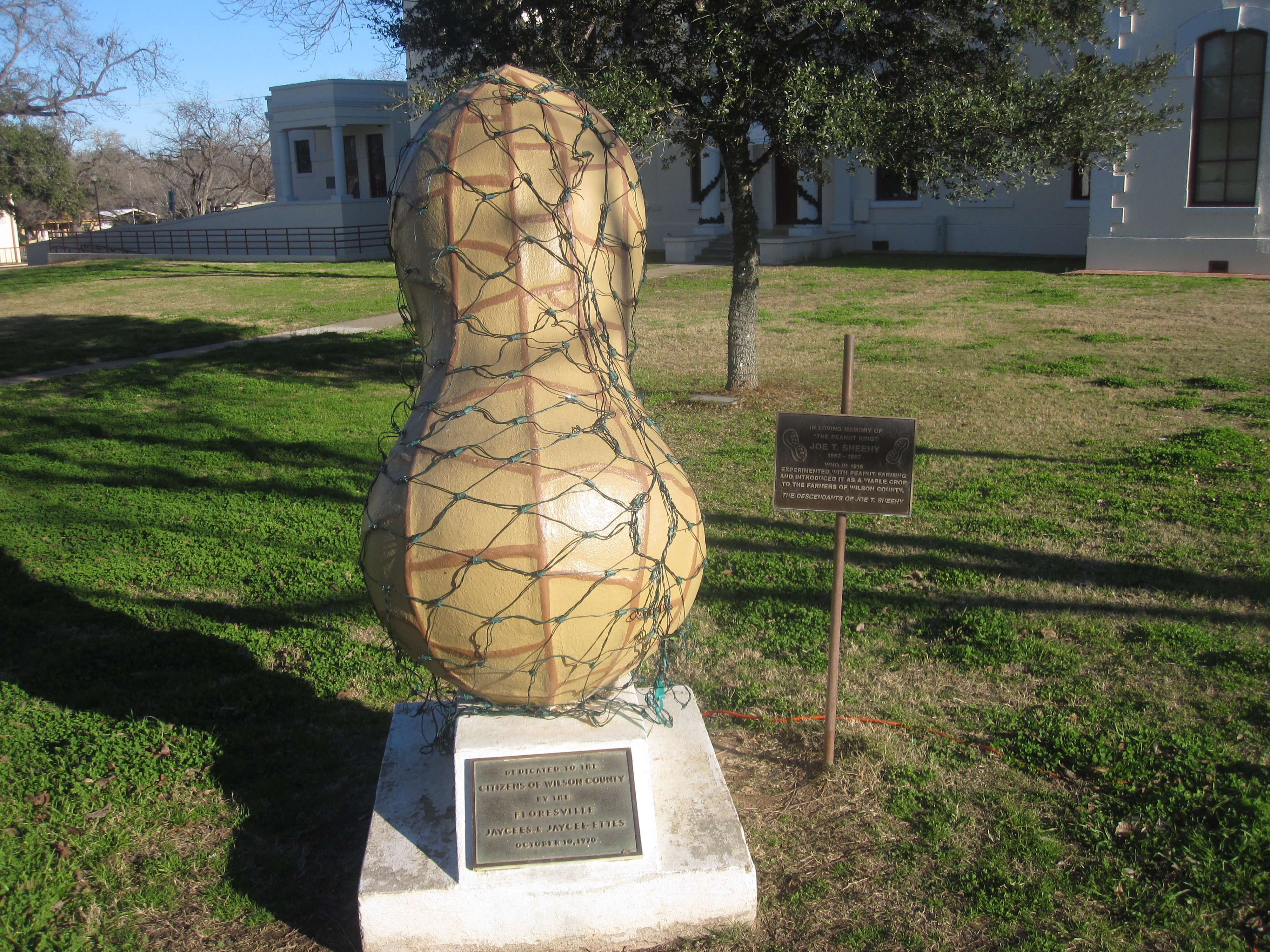
郡庁舎前芝生にある「ピーナッツ記念碑」。1916年にピーナッツ栽培を郡内に導入したジョー・T・シーヒーを記念している
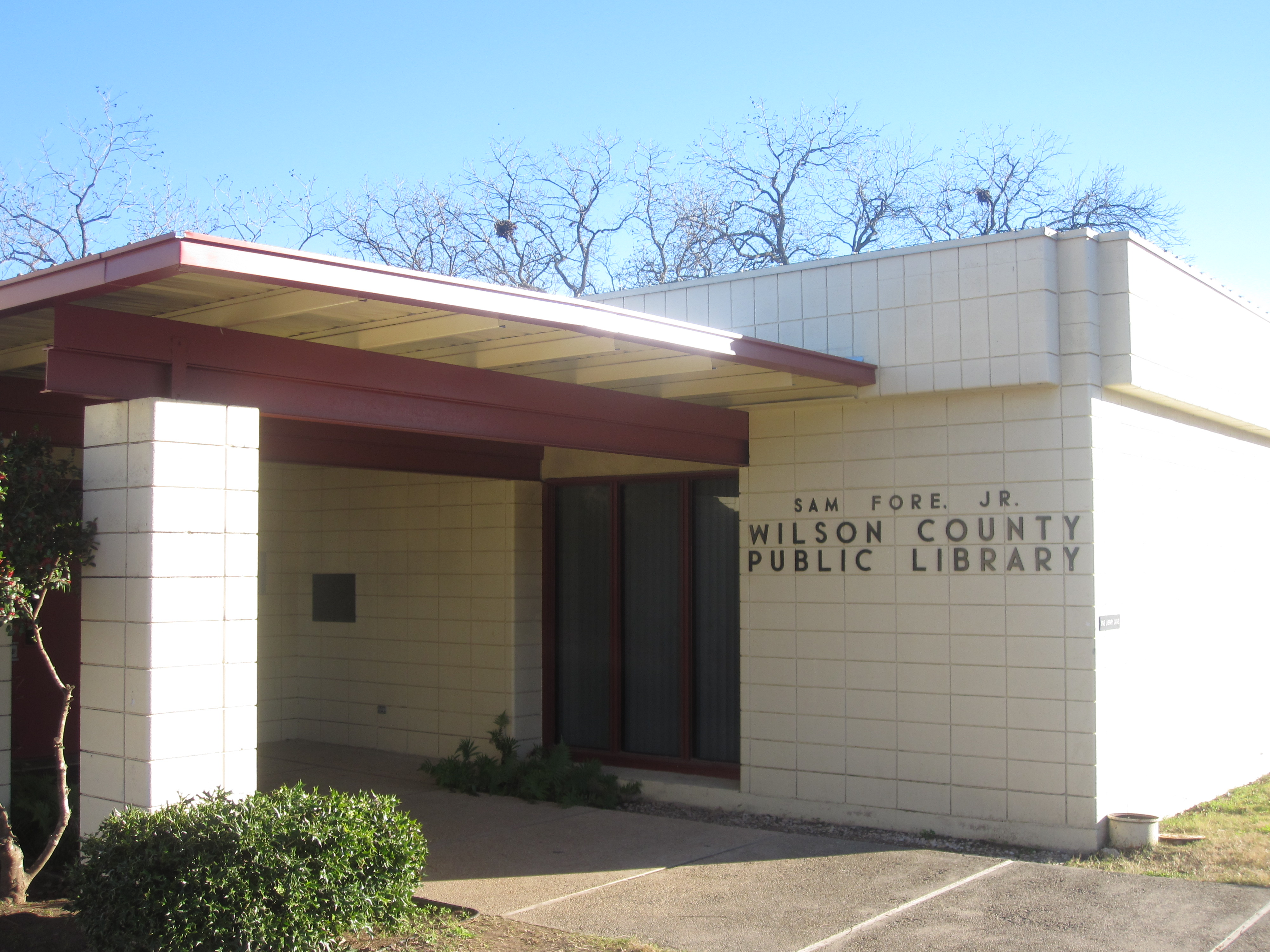
ウィルソン郡公共図書館
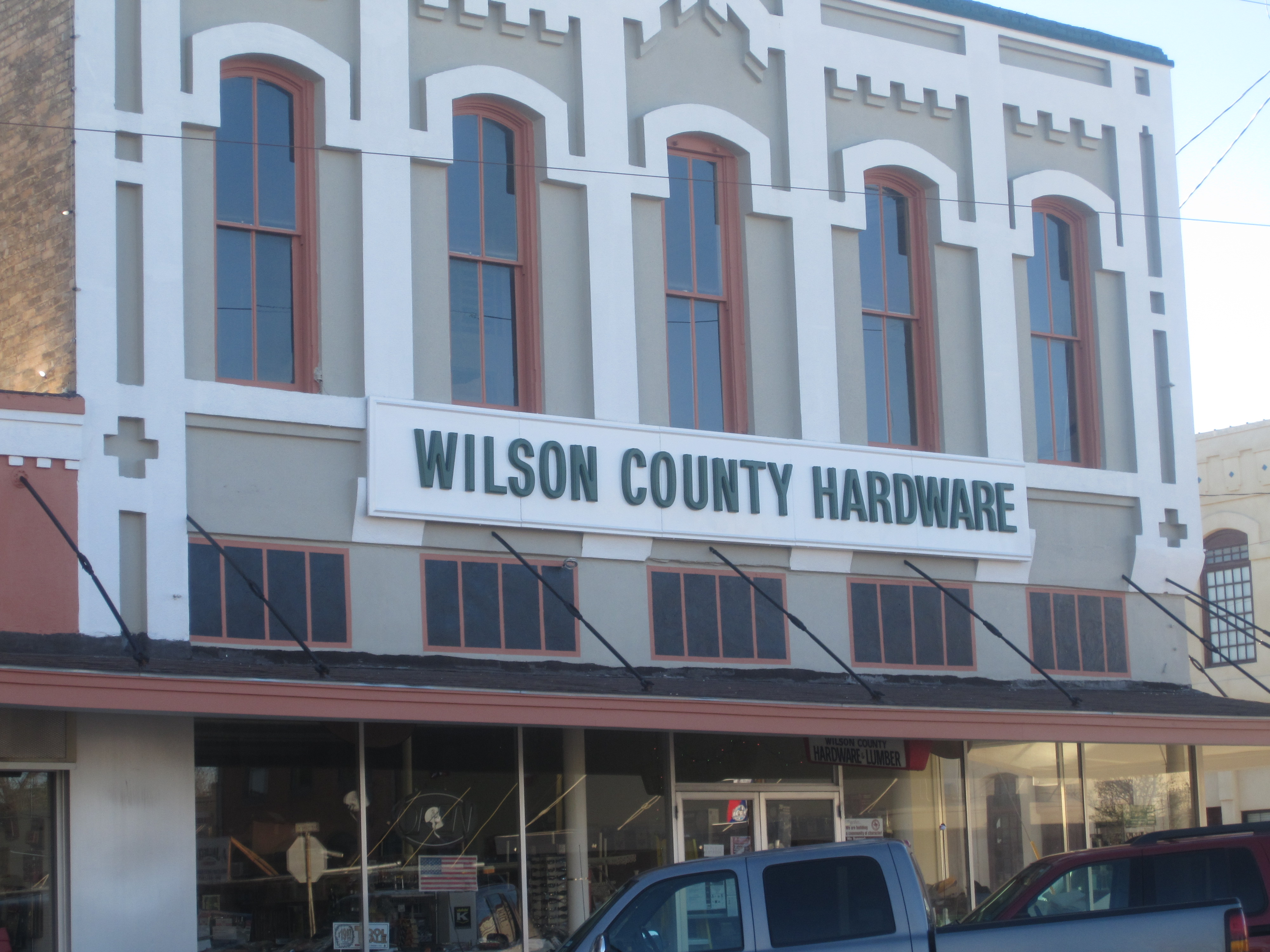
フロレスビルにある金物店